# Zoe Jones
Zoe Jones, wcześniej po mężu Wood, następnie po mężu Wilkinson (ur. 14 stycznia 1980 w Swindon) – brytyjska łyżwiarka figurowa startująca w parach sportowych z Christopherem Boyadji. Uczestniczka mistrzostw Europy i świata, trzykrotna mistrzyni Wielkiej Brytanii w parach sportowych (2017–2019). Wcześniej startowała w konkurencji solistek w latach 1993–2002 oraz 2015–2016 zdobywając dwukrotnie mistrzostwo Wielkiej Brytanii solistek (2001, 2002). Do rywalizacji w zawodach łyżwiarskich wróciła po 13 sezonach przerwy.
Pomimo zdobycia kwalifikacji na Zimowe Igrzyska Olimpijskie 1998 w Nagano, Brytyjski Komitet Olimpijski nie udzielił Jones pozwolenia na start w igrzyskach ze względu na jej wycofanie się z mistrzostw krajowych po doznaniu kontuzji uda.

## Biografia
Jones rozpoczynała karierę łyżwiarską jako solistka debiutując w sezonie 1993/1994. Będąc juniorką trzykrotnie zdobywała wicemistrzostwo Wielkiej Brytanii w latach 1995–1997. Na mistrzostwach świata juniorów zajmowała 22. miejsce w 1996 roku oraz 18. miejsce rok później. Dwukrotnie wystąpiła na mistrzostwach świata, gdzie zajęła 35. pozycję w 1997 r. i 31. lokatę w roku 2000. W 2001 i 2002 roku zdobyła mistrzostwo swojego kraju. 
W październiku 1997 zajęła 6. miejsce w memoriale Karla Schäfera zdobywając w ten sposób kwalifikację olimpijską na Zimowe Igrzyska Olimpijskie 1998 w Nagano dla Wielkiej Brytanii. Jednak pomimo jej zdobycia Brytyjski Komitet Olimpijski miał dodatkowy warunek startu olimpijskiego – Jones miała wylądować odpowiednią liczbę potrójnych skoków podczas mistrzostw krajowych, aby zapewnić sobie pozwolenie komitetu na jej występ w Nagano. Dodatkowa presja spowodowała, że Jones doznała kontuzji rozdartego ścięgna udowego na tydzień przed mistrzostwami Wielkiej Brytanii i wycofując się z tego startu nie otrzymała pozwolenia na start w igrzyskach olimpijskich.
Zakończyła karierę w 2002 roku i została trenerką w Kanadzie przez kolejne 10 lat, a następnie wróciła do rodzinnego Swindon. W tym czasie dwukrotnie wychodziła za mąż, najpierw za Dody'ego Wooda, a następnie za Matthew Wilkinsonona i urodziła troje dzieci: bliźniaczki Zarah i Zinię (ur. 2007) oraz syna Zkai.
Jones startowała w zawodach łyżwiarskich dla dorosłych w kategorii Masters (Elite). W grudniu 2015 wróciła do łyżwiarstwa amatorskiego pod nazwiskiem Wilkinson, gdzie na mistrzostwach Wielkiej Brytanii w wygrała program dowolny zdobywając przy tym srebrny medal i tracąc do mistrzyni zaledwie 0,09 pkt. Zoe Jones wróciła do startu w amatorskich zawodach łyżwiarskich po 13 sezonach przerwy.
W kwietniu 2016 Jones i Christopher Boyadji odbyli pierwsze treningi próbne i zdecydowali się reprezentować Wielką Brytanię w konkurencji par sportowych, co potwierdziła brytyjska federacja 19 sierpnia 2016. Jones i Boyadji zdobyli trzy mistrzostwa Wielkiej Brytanii w latach 2017–2019 oraz wystąpili na mistrzostwach Europy i świata. Na mistrzostwach Europy 2019 zajęli 10. miejsce.

## Osiągnięcia

### Pary sportowe
Z Christopherem Boyadji
| Zawody                        | 16–17          | 17–18          | 18–19          | 19–20          | 20–21          | 21–22          |                |                |                |                |                |                |                |                |                |                |                |
| Międzynarodowe                | Międzynarodowe | Międzynarodowe | Międzynarodowe | Międzynarodowe | Międzynarodowe | Międzynarodowe | Międzynarodowe | Międzynarodowe | Międzynarodowe | Międzynarodowe | Międzynarodowe | Międzynarodowe | Międzynarodowe | Międzynarodowe | Międzynarodowe | Międzynarodowe | Międzynarodowe |
| ----------------------------- | -------------- | -------------- | -------------- | -------------- | -------------- | -------------- | -------------- | -------------- | -------------- | -------------- | -------------- | -------------- | -------------- | -------------- | -------------- | -------------- | -------------- |
| Mistrzostwa świata            | 26             | 27             | 17             | C              | 24             | 10             |                |                |                |                |                |                |                |                |                |                |                |
| Mistrzostwa Europy            | 14             |                | 10             | 12             |                |                |                |                |                |                |                |                |                |                |                |                |                |
| GP Internationaux de France   |                | 8              |                |                |                |                |                |                |                |                |                |                |                |                |                |                |                |
| GP Skate America              |                |                |                | 8              |                |                |                |                |                |                |                |                |                |                |                |                |                |
| GP Skate Canada International |                |                |                |                |                | 8              |                |                |                |                |                |                |                |                |                |                |                |
| CS Memoriał Ondreja Nepeli    | 6              |                | WD             |                |                |                |                |                |                |                |                |                |                |                |                |                |                |
| CS Nebelhorn Trophy           |                | 14             |                |                |                | 15             |                |                |                |                |                |                |                |                |                |                |                |
| CS Warsaw Cup                 |                |                |                | 12             |                |                |                |                |                |                |                |                |                |                |                |                |                |
| Bavarian Open                 |                |                | 3              |                |                |                |                |                |                |                |                |                |                |                |                |                |                |
| International Cup of Nice     | 5              | 4              |                |                |                |                |                |                |                |                |                |                |                |                |                |                |                |
| Open Ice Mall Cup             |                |                | 2              |                |                |                |                |                |                |                |                |                |                |                |                |                |                |
| Volvo Open Cup                |                | 1              |                |                |                |                |                |                |                |                |                |                |                |                |                |                |                |
| Krajowe                       |                |                |                |                |                |                |                |                |                |                |                |                |                |                |                |                |                |
| Mistrzostwa Wielkiej Brytanii | 1              | 1              | 1              | 1              | C              |                |                |                |                |                |                |                |                |                |                |                |                |

### Solistki
| Zawody                                | 93–94          | 94–95          | 95–96          | 96–97          | 97–98          | 98–99          | 99–00          | 00–01          | 01–02          | 15–16          |                |                |                |                |                |                |                |
| Międzynarodowe                        | Międzynarodowe | Międzynarodowe | Międzynarodowe | Międzynarodowe | Międzynarodowe | Międzynarodowe | Międzynarodowe | Międzynarodowe | Międzynarodowe | Międzynarodowe | Międzynarodowe | Międzynarodowe | Międzynarodowe | Międzynarodowe | Międzynarodowe | Międzynarodowe | Międzynarodowe |
| ------------------------------------- | -------------- | -------------- | -------------- | -------------- | -------------- | -------------- | -------------- | -------------- | -------------- | -------------- | -------------- | -------------- | -------------- | -------------- | -------------- | -------------- | -------------- |
| Mistrzostwa świata                    |                |                |                | 35             |                |                |                | 31             |                |                |                |                |                |                |                |                |                |
| Mistrzostwa Europy                    |                |                |                |                |                |                |                | 17             |                |                |                |                |                |                |                |                |                |
| GP Skate Canada International         |                |                |                |                |                | 11             |                |                |                |                |                |                |                |                |                |                |                |
| Finlandia Trophy                      |                |                |                |                |                |                |                |                | 13             |                |                |                |                |                |                |                |                |
| Golden Spin Zagrzeb                   |                |                |                |                |                |                |                | 5              | 11             |                |                |                |                |                |                |                |                |
| Memoriał Karla Schäfera               |                |                |                |                | 6              |                |                |                |                |                |                |                |                |                |                |                |                |
| Nebelhorn Trophy                      |                | 20             |                |                | 11             | 9              |                |                |                |                |                |                |                |                |                |                |                |
| Triglav Trophy                        |                |                |                |                |                |                |                |                |                | 4              |                |                |                |                |                |                |                |
| Międzynarodowe: Kategorie młodzieżowe |                |                |                |                |                |                |                |                |                |                |                |                |                |                |                |                |                |
| Mistrzostwa świata juniorów           |                |                | 22             | 18             |                |                |                |                |                |                |                |                |                |                |                |                |                |
| Olimpijski festiwal młodzieży Europy  |                | 7              |                |                |                |                |                |                |                |                |                |                |                |                |                |                |                |
| Grand Prix International St. Gervais  |                |                | 10             | 10             |                |                |                |                |                |                |                |                |                |                |                |                |                |
| Ukrainian Souvenir                    | 5              |                |                |                |                |                |                |                |                |                |                |                |                |                |                |                |                |
| Krajowe                               |                |                |                |                |                |                |                |                |                |                |                |                |                |                |                |                |                |
| Mistrzostwa Wielkiej Brytanii         |                | 2              | 2              | 2              |                | 3              | 2              | 1              | 1              | 2              |                |                |                |                |                |                |                |